# John Elford
John Elford (Nueva Gales del Sur, Australia, 1 de marzo de 1947-4 de febrero de 2024) fue un jugador de rugby australiano que jugó en la posición de Second-row.

## Carrera

### Club
Jugó toda su carrera con el Western Suburbs de 1966 a 1976, equipo con el que jugó 116 partidos con 14 tries convertidos y 42 puntos, aunque siempre fue descrito como un gran jugador defensivo, pero su carrera fue truncada por las lesiones, las que en un principio forzaron su retiro en 1973 luego de romperse el brazo. En 1975 retornaría a la competición luego de operarse el brazo. Su carrera terminó en 1976 luego de romperse el otro brazo.

### Selección nacional
Elford jugó para Australia en cuatro ocasiones en 1972, anotando dos tries ante Nueva Zelanda. Originalmente había sido convocado para jugar en la Copa Mundial de Rugby League de 1972 en Francia, pero no pudo ir luego de romperse el brazo. Estaba registrado en la Australian Players Register como Kangaroo n.º 461.